# Stenopsyche appendiculata
Stenopsyche appendiculata är en nattsländeart som beskrevs av Hwang 1963. Stenopsyche appendiculata ingår i släktet Stenopsyche och familjen Stenopsychidae. Inga underarter finns listade i Catalogue of Life.